# Jeany Spark
Jeannette 'Jeany' Spark (7 november 1982) is een Britse actrice.

## Biografie
Spark studeerde in 2004 af in Engels aan de Universiteit van Oxford in Oxford, en in 2007 aan de Royal Academy of Dramatic Art in Bloomsbury (Londen).
Spark begon in 2008 met acteren in de televisieserie Lewis, waarna zij nog meerdere rollen speelde in televisieseries en films. Zo speelde zij in onder andere Tess of the D'Urbervilles (2008), Da Vinci's Demons (2014) en Wallander (2008-2016).

## Filmografie

### Films
Uitgezonderd korte films.
- 2013 The Fifth Estate - als verslaggeefster
- 2012 Red Lights - als Traci Northrop
- 2011 Showreel - als Grace
- 2011 Shirley - als Juhni Sullivan
- 2011 Hattie - als Joan Malin

### Televisieseries
Uitgezonderd eenmalige gastrollen.
- 2022 The Jewish Enquirer - als Naomi - 2 afl.
- 2018 Collateral - als Sandrine Shaw - 4 afl.
- 2013-2017 Man Down - als Emma - 24 afl.
- 2017 Born to Kill - als Lauren - 4 afl.
- 2016-2017 Holby City - als Lauren Wilson - 2 afl.
- 2016 Jericho - als Isabella Lambton - 8 afl.
- 2008-2015 Wallander - als Linda Wallander - 10 afl.
- 2015 The Interceptor - als Gemmill - 7 afl.
- 2014 Da Vinci's Demons - als Ippolita Maria Sforza - 5 afl.
- 2014 Line of Duty - als Claire - 2 afl.
- 2013 The Escape Artist - als Tara - 3 afl.
- 2012 A Touch of Cloth - als Gemma - 2 afl.
- 2008 Tess of the D'Urbervilles - als Mercy Chant - 3 afl.

- Bibsys: 10072956
- International Standard Name Identifier: 0000 0000 8488 224X
- Library of Congress Control Number: no2010171333
- Système universitaire de documentation: 175732957
- Virtual International Authority File: 122418646
- WorldCat: E39PBJt8hW3pQkrtFcydCcJYyd